# Wincenty Niemojowski
Wincenty Niemojowski herbu Wieruszowa (Wincenty Wierusz-Niemojowski; ur. 5 kwietnia 1784 w Słupi, zm. 1834 w Moskwie) – polski działacz polityczny, krytyk literacki i tłumacz.

## Życiorys
Urodził się 5 kwietnia 1784 w Słupi (pow. wieluński), jako syn Feliksa i Anieli z Walknowskich. Pierwsze nauki pobierał w domu rodzinnym. Nieco później uczył się w szkołach wieluńskich, a od roku 1798 kształcił się u warszawskich pijarów. W latach 1800–1803 studiował prawo na uniwersytetach w Halle, a następnie w Erlangen. Po studiach powrócił do kraju i podjął pracę w kaliskim sądownictwie. Niedługo potem (1806) powołany został na członka Izby Administracyjnej Departamentu Kaliskiego Księstwa Warszawskiego.
Był przywódcą opozycji sejmowej w 1820. Razem z bratem Bonawenturą Niemojowskim próbował przenieść na grunt polski doktrynę liberalizmu. W sejmie przewodził z bratem liberałom; przyjęli postawę legalnej opozycji, czyli starali realizować swe cele, wykorzystując dosłownie interpretowane zasady ustrojowe zapisane w konstytucji. Ugrupowanie, do którego należał w sejmie, nazywano kaliszanami, ponieważ wraz z bratem mieli majątki w województwie kaliskim i reprezentowali ten okręg w sejmie. W roku 1820 kaliszanie wystąpili podczas obrad sejmowych z protestem przeciw wprowadzeniu cenzury oraz z żądaniem ustanowienia, zgodnie z zapowiedzią cara, sądów przysięgłych. W odpowiedzi car przez 5 lat nie zwoływał sejmu, a gdy w 1825 izba zebrała się ponownie, obrady toczyły się bez dostępu publiczności. W czasie powstania listopadowego Niemojowski był członkiem Rządu Narodowego Królestwa Polskiego. Po powstaniu został uwięziony i skazany na karę śmierci, lecz potem wyrok zamieniono mu na katorgę; zmarł w drodze na Syberię.
W 1831 roku, m.in. wraz z bratem Bonawenturą, zainicjował powstanie Towarzystwa Przyjaciół Włościan, które postulowało poprawę bytową chłopstwa.
Jego żoną była Katarzyna z Umińskich, siostra gen. Jana Nepomucena Umińskiego.

## Myśl polityczno-prawna
Wzorem dla Wincentego Niemojowskiego był francuski pisarz i polityk Henri Benjamin Constant de Rebecque. Nigdy nie ukrywał, że Constant stanowi dla niego prawdziwy autorytet i to na jego doktrynie opiera większość swojej myśli. Pojawia się tutaj wspólna dla obu teza zakładająca, iż natura ludzka jest niestała, co prowadzi do konkluzji, że nie ma na świecie uniwersalnej koncepcji wolności, czy pozwalającego ją uwypuklać idealnego ustroju. Oznacza to, że przy konstruowaniu zasad wolnościowych i gwarantującego je ustroju należy przede wszystkim brać pod uwagę wszelkie czynniki historyczne, które mogą być inne w różnych okresach i warunkach. Z tegoż powodu nie próbował on wymyślać wiecznego ustroju, a jedynie taki, który stanowiłby optymalne rozwiązanie dla jego teraźniejszości.
Niemojowski rozdzielił życie człowieka na dwie płaszczyzny: prywatną i publiczną, gdzie w przeciwieństwie do czasów starożytnych, ważniejsza jest sfera prywatna - wolna od ingerencji państwa i zagwarantowana przez prawo. Nawiązując do Francuza punktem centralnym poglądów Niemojowskiego była koncepcja wolności jednostki, która przejawiała się w sześciu postaciach: wolność osobista, sąd przysiężniczy, wolność religijna, wolność przemysłowa, wolność własności, wolność druku. Co istotne, rozumiał ją nie tylko jako przydatne uprawnienie człowieka, ale wręcz jako jego pragnienie i najwyższą potrzebę. Uważał, że wolność nie jest prawem pochodzącym ze świata ludzkiego, a wynika wyłącznie z prawa natury, a nawet prawa boskiego. A skoro pochodzi ona od Boga to nie ma na świecie takiej siły, która upoważniona byłaby do jej ograniczania, ani tym bardziej niszczenia. Sądził, że tylko poszanowanie i przestrzeganie jej mogłoby zagwarantować narodom szczęście i pokój z zapanowaniem obyczajów czystych i prostych opartych na równości i lojalności. Dobry ustrój powinien wszystkie te wolności gwarantować, a funkcję gwaranta pełnić miałoby niezależne sądownictwo. Wolność osobista, przejawia się zarówno w nietykalności cielesnej jak i psychicznej- polegającej na prawie do suwerennych wyborów, do kierowania własnym postępowaniem oraz na braku ingerencji ze strony państwa w życie prywatne jednostek. Wolność druku, znacząca właściwie tyle co wolność słowa, polega natomiast na nieskrępowanej możliwości wyrażania poglądów i opinii zarówno za pomocą pisma jak i słowa. Kolejnym ważnym elementem jego filozofii jest wolność religijna, którą wyprowadza z szeroko rozumianej wolności słowa. Niemojowski uważał, że każdy ma prawo do własnych poglądów i odczuć, w tym także do wyboru religii. Tym samym nic nie powinno tego krępować, ani dyskredytować lub przywilejować wybranych wyznań, dlatego jedynym rozwiązaniem jest ustanowienie całkowitej wolności wszystkich religii. Podobnie jak Constant, uważał, że wolność indywidualna, którą człowiek realizuje głównie w życiu prywatnym, zawsze góruje nad wolnością do uczestnictwa w życiu publicznym. Jednakże nie oznacza to marginalizacji wolności politycznej. Zarówno francuz jak i Niemojowski uważali, że wolność osobista nie może istnieć bez wolności politycznej i wolności słowa, natomiast te nie są w stanie egzystować bez sądu przysiężniczego. Rzeczywistość, która gwarantowałaby poszanowanie wszelkich wolności w duchu liberalizmu możliwa byłaby zarówno w ustroju republikańskim jak i monarchicznym, pod warunkiem, iż byłby on ograniczony mądrą konstytucją i połączony z systemem reprezentacyjnym. Dla Europy, w tym Polski, monarchia konstytucyjno- reprezentacyjna stanowiłaby optimum ustrojowe, co wynikało z uwarunkowań politycznych, ekonomicznych, społecznych i historycznych. Republika nie była na razie możliwa, ponieważ byłaby sprzeczna z istniejącym podziałem stanowym oraz zacofaniem i nieświadomością polityczną większości społeczeństwa. Jednak nie znaczy to, że i w tych ustrojach na wolność nie czyhają niebezpieczeństwa. Niemojowski dostrzegał wiele możliwości jej pogwałcenia. Zdawał sobie sprawę, że z jednej strony władza ludu może przerodzić się w despotyczną dyktaturę większości przez co należał do stanowczych krytyków demokracji. Jednakże z drugiej strony, mimo bycia apologetą monarchizmu wiedział, że władza państwowa może stać się niczym nieskrępowaną władzą absolutną, której sprzeciwiał się niezależnie od jej postaci. W tym celu wyróżnił- za Constantem – pięć rodzajów władzy: wykonawczą, prawodawczą, sądowniczą oraz królewską i municypalną. Ich istotą miałaby być równowaga. Żadna nie mogłaby przeważać nad inną. Wszystkie one powinny być silne i ograniczone tylko mądrym i racjonalnym prawem. To samo tyczy się ludu i monarchy, obie te siły powinny być równorzędne tym samym odrzucając zasadę suwerenności narodu i regułę monarszego samowładztwa. W pracy uwidoczniła się jego niechęć do centralizacji władzy. Bardziej opowiadał się za jej rozdrobnieniem z szeroką odpowiedzialnością ministrów przed sejmem i stosunkowo silną władzą samorządową. Główną kontrolę nad ministrami sprawować miałaby legalna opozycja sejmowa, której koncepcja stanowi ważny fragment myśli Niemojowskiego. Natomiast monarcha – jak u Constanta - powinien pełnić rolę władzy neutralnej.  Taki ustrój – jego zdaniem – stanowiłby najskuteczniejszy hamulec przeciwko wszelkim ruchom rewolucyjnym, których był wyraźnym oponentem.
W kwestiach ekonomicznych jego poglądy można nazwać wolnorynkowymi, nie widzi miejsca dla państwa na jakiekolwiek interwencje polegające na ustanawianiu zakazów, bądź przyznawaniu przywilejów, a jego jedyną rolą jest pilnowanie, by odrębne przedsiębiorstwa zdrowo ze sobą rywalizowały. Przemysł powinien być wolny i niezależny, dlatego nie ma miejsca na jakąkolwiek jurysdykcję nad nim poza sytuacjami, w których okazałby się on szkodliwy, gdyż przemysł jednej osoby nie może szkodzić drugiej. Za ideologię ekonomiczną, która umożliwiłaby nie tylko poszanowanie wolności przemysłowej, ale również duży postęp gospodarczy uważał leseferyzm. Uważał, że rządy konstytucyjne powinny przyjąć za ustrój gospodarczy liberalne laisser faire, a wszelkie regulacje o charakterze przymuszającym stanowią ograniczenie wolności indywidualnej. Fundamentem, na którym taki ustrój gospodarczy mógłby być zbudowany powinno być niczym nieskrępowane prawo do własności prywatnej. Jako racjonalista krytykował część przejawów romantyzmu. Potępiał w niej romantyków za zbyt abstrakcyjną twórczość, oderwaną od rzeczywistości, a przy tym ubogą w treści narodowe. Wdał się również w polemikę z Mickiewiczem, którego pouczał. Doceniał jego talent, który określał jako piękny i rzeczywisty, twierdził jednak, że marnotrawi go na dzieła takie jak Sonety krymskie, czy Dziady, które określał nawet jako dziwolągi. Apelował do Mickiewicza, aby ten dał Polakom prawdziwie Narodowy epos, a dopiero wtedy będzie mógł liczyć na przebaczenie mu przez naród arogancji, którą również zarzucał jego twórczości.

## Powstanie listopadowe
Niemojowski nie był w żaden sposób zaangażowany w przygotowania do powstania listopadowego. Po jego wybuchu bracia Niemojowscy udali się do Warszawy, gdzie zostali przywitani przez ludność owacjami. Mimo iż byli przeciwnikami konspiracji to uznali powstanie za jedyną możliwość obrony praw ludu łamanych przez króla oraz rząd. Wincenty odmówił przyjęcia stanowiska prezesa Izby Obrachunkowej i nawiązał współpracę z „Kurierem Polskim” by móc za pomocą pióra wpływać na kształt opinii publicznej. W późniejszym okresie insurekcji listopadowej pełnił najpierw funkcje wiceministra spraw wewnętrznych i policji, a następnie to samo stanowisko jako członek Rządu Narodowego. Jako minister zaczął od wprowadzenia programu oszczędnościowego. Zredukował etaty, wydatki na kancelarie i administracje oraz nakłonił wyższych urzędników do zrzeczenia się części pensji na potrzeby narodowe. Proponował ogłoszenie bezwarunkowej niepodległości oraz detronizację cara co miało być przekazem wysłanym w świat, że naród polski wraca na należne mu miejsce w Europie. W tym samym czasie na łamach Kuriera Polskiego akcentował swoje postulaty: silny sejm nie podlegający dyktatorowi oraz ustrój monarchiczno-konstytucyjny w Wolnej Polsce. Stanowczo sprzeciwiał się dyktaturze Chłopickiego, któremu zadedykował przetłumaczony przez siebie wiersz Kazimierza Delavigne Do Napoleona. Tłumaczy w nim upadek cesarza-dyktatora nieprzestrzeganiem podstawowych zasad wolności. Doceniał umiejętności i doświadczenie wojskowe Chłopickiego, jednak zalecał nieprzywiązywanie się do niego, sugerując, że być może prawdziwy wódz jeszcze się nie objawił. Pomimo upadku powstania, razem z Rządem Narodowym wywarł doniosły wpływ zarówno na walkę o niepodległość jak i na utrzymanie swobód konstytucyjnych: wolności druku i zgromadzeń.

## Twórczość

### Ważniejsze utwory
1. Obraz historyczno-statystyczny Wiednia, oryginalnie 1815 r. wystawiony, z planem tegoż miasta, Warszawa 1821, fragmenty przedr.: L. Komarnicki: Historia literatury polskiej w. XIX do r. 1830 cz. 1, Warszawa 1917, s. 113–114; J. W. Gomulicki, „Nowe Książki” 1959 nr 22; A. Kowalska: Warszawa literacka w okresie przełomu kulturalnego 1815-1822 (Warszawa 1961) „Biblioteka Syrenki” (aneks); przedmowę podpisano pseudonimem „Obywatel Kaliski”; przypisywane tradycyjnie E. Lubomirskiemu autorstwo tego utworu zakwestionowała A. Kowalska, wskazując przy okazji na wymienione w katalogu Biblioteki Jagiellońskiej (sygn. 105668 I) nazwisko Wincentego Niemojewskiego jako autora Obrazu... Kwestię tę trzeba uznać za otwartą
2. Głosy posła kaliskiego na Sejmie Królestwa Polskiego 1818 r., Poznań (1819)
3. Myśli dorywcze o romantyczności i romantykach, Kalisz 1830, fragmenty przedr.: S. Kawyn w: Walka romantyków z klasykami, Wrocław (1963) „Biblioteka Narodowa” seria I, nr 183; W. Bilip w: Mickiewicz w oczach współczesnych... Antologia, Wrocław 1962
4. Głos... zastępcy ministra Spraw Wewnętrznych i Policji miany w Izbach połączonych na sesji 24 stycznia 1781 r. (Warszawa 1831).

Artykuły Niemojewskiego ogłaszano także w czasopismach: „Gazeta Polska” (około roku 1827), „Kurier Polski” (1831).

### Przekłady
1. C. J. Delavigne: Do Napoleona. Jedna z Messenien, Warszawa 1830
2. B. Constant: O monarchii konstytucyjnej i rękojmiach władz publicznych. Rzecz wyjęta z dzieł... cz. 1-2, Warszawa 1831.

### Listy i materiały
1. Do S. Kaczkowskiego 3 listy z lat: 1820, 1823; rękopis: Biblioteka Jagiellońska, sygn. 4359
2. Do brata, Bonawentury Niemojewskiego, prawdopodobnie z roku 1827 (nie z roku 1824, jak wcześniej sugerowano) oraz fragm. i streszczenie listu z 29 grudnia 1834; do gen. J. N. Umińskiego z roku 1830; od Stefana Grabowskiego, ministra Sekretarza Stanu z roku 1825; ponadto szereg dokumentów dot. działalności politycznej i więzienia Niemojewskiego; ogł. A. Kraushar: Kaliszanie Niemojewscy w: Echa przeszłości, Warszawa 1817
3. Do gen. J. N. Umińskiego z 16 listopada 1828, rękopis: Ossolineum, sygn. 5427/III.